# United Church of Christ
Die United Church of Christ (UCC, engl. Vereinigte Kirche Christi) ist eine Kirche in den USA, die 1957 durch die Verschmelzung der Evangelical and Reformed Church (Evangelisch-reformierte Kirche) und der Congregational Christian Churches (Kongregationalistische christliche Kirchen) entstand. Sie wird in den USA zu den Mainline Churches gezählt.
Laut ihrer Website hatte die UCC 2022 circa 710.000 Kirchenmitglieder in mehr als 4.600 Ortsgemeinden. Die Association of Religion Data Archives gibt für 2010 eine Mitgliederzahl von 1.058.423 an.

## Geschichte
Die beiden Vorgängerkirchen der UCC gehen selbst auf kirchliche Unionen zurück. Die Congregational Christian Churches entstanden 1931 durch den Zusammenschluss des National Council of the Congregational Churches of the United States und General Convention of the Christian Church, einer zu Beginn des 19. Jahrhunderts entstandenen Seitenströmung der Christian Church (Disciples of Christ). Die Ursprünge der ersteren reichen bis zu den Pilgervätern, die im Jahr 1620 Plymouth Colony gründeten, und den Puritanern der Massachusetts Bay Colony zurück, die 1629 und 1630 nach Amerika kamen und die Stadt Boston gründeten. Das Organisationsprinzip beider Gruppierungen war der Kongregationalismus.
Der andere Zweig der UCC speiste sich aus zwei Auswandererwellen deutscher Protestanten und ihren Kirchengründungen: der pfälzisch geprägten Reformed Church in the United States und der Evangelical Synod of North America, die die amerikanische Spielart der Evangelischen Landeskirche in Preußen darstellte.
Damit sind in der UCC einige der ältesten protestantischen Kirchen in den Vereinigten Staaten zusammengeschlossen mit solchen, deren Traditionen aus anderen Ländern entstanden und erst durch die Zuwanderung im 18. und 19. Jahrhundert nach Amerika gekommen sind. Der Plan für eine Union wurde schon 1943 vertraglich fixiert; die Ausarbeitung einer Kirchenverfassung zog sich aber bis 1957 hin.

## Struktur
In der UCC genießen die Kirchengemeinden ein großes Maß an Autonomie. Jede der ca. 5000 Gemeinden gehört zu einer der 38 conferences, die (bis auf die ungarischstämmige Calvin Conference) regional aufgeteilt sind. Höchstes Organ ist die nur alle zwei Jahre tagende General Synod. Zwischen ihren Tagungen leitet ein Board die Kirche. Ein General Minister and President (vergleichbar einem deutschen Kirchenpräsidenten) vertritt die Kirche nach außen. Seit Mitte der 1990er Jahre befindet sich die Kirchenverwaltung in Cleveland, Ohio.

## Selbstverständnis
Die UCC beschreibt sich selbst mit vier Schlagworten: christlich, reformiert, kongregationalistisch und evangelisch. Unter diesen Überschriften genießen die örtlichen Gemeinden große Freiheit in der Gestaltung von Gottesdiensten, Gemeindeleben und Glaubensregeln.
Das Motto der UCC findet sich in Joh 17,21 : „Dass sie alle eins seien.“ Die Grundsätze der UCC sind weit gefasst und betonen die Gewissensfreiheit und die Autonomie der örtlichen Gemeinden. In ihrer Gesamtheit wird die UCC in den USA als gemäßigte oder liberale christliche Kirche betrachtet. Da mit Antoinette Brown 1853 in einer Congregational Church die erste Frau in der Neuzeit zum Pfarramt ordiniert wurde, kann die UCC auf inzwischen mehr als 160 Jahre Ordination von Frauen zurückblicken.
Die 25. Generalsynode der UCC sprach sich am 4. Juli 2005 in Atlanta mit großer Mehrheit als erste größere Kirche in den USA dafür aus, dass die Gleichgeschlechtliche Ehe erlaubt werden soll. Daraufhin beschloss die Iglesia Evangelica Unida de Puerto Rico, die seit 1931 eine Conference (Regionalsynode) der Congregational Christian Churches und dann der UCC war, mit einer Dreiviertelmehrheit den Austritt aus der UCC. Im April 2014 klagte die United Church of Christ gegen das Verbot der gleichgeschlechtlichen Ehe in den Vereinigten Staaten.
Die Theologie der UCC wurde von Reinhold Niebuhr und Paul Tillich beeinflusst, die Mitglieder der Vorgängerkirchen der UCC und seit 1957 der UCC waren.

## Ökumenische Beziehungen
Die UCC ist Mitglied des Weltkirchenrats, der Weltgemeinschaft Reformierter Kirchen und des Nationalen Kirchenrats der USA. Sie ist Gründungsmitglied der Churches Uniting in Christ.
Volle Abendmahlsgemeinschaft wurde mit der Evangelisch-Lutherischen Kirche in Amerika (ELCA), der Reformed Church in America und der Presbyterian Church (USA) in der Formula of Agreement vereinbart. Entsprechende Vereinbarungen wurden außerdem mit der Union Evangelischer Kirchen (UEK) in Deutschland und der Christian Church (Disciples of Christ) getroffen. Seit 2009 strebt die UCC eine Kirchengemeinschaft mit der deutschen EKD an.
Mit der Alliance of Baptists wird ein dauerhafter Dialog geführt.

## Bekannte Mitglieder der UCC und ihrer Vorgängerkirchen

### Theologen und Aktivisten
- Walter Brueggemann (1933–2025), Theologieprofessor für Altes Testament und Schriftsteller
- William Sloane Coffin (1924–2006), Pfarrer und Friedensaktivist
- Graylan Hagler, Pfarrer, Friedens- und Bürgerrechtsaktivist
- Frank Laubach (1884–1970), Missionar
- Paul Lehmann (1906–1994), Theologe
- Bill Moyer[9] (1933–2002), Bürgerrechtsaktivist und Schriftsteller
- Reinhold Niebuhr (1892–1971), Theologe, Philosoph und Politikwissenschaftler
- Richard Niebuhr (1894–1962), Theologe
- Philip Schaff (1819–1893), Theologe
- Paul Tillich (1886–1965), Theologe und Religionsphilosoph
- Jeremiah Wright (* 1941), Pastor in Chicago
- Andrew Young (* 1932),[9] Theologe, Bürgerrechtsaktivist, Politiker und Bürgermeister von Atlanta

### Politiker
- Jon Corzine (* 1947), Gouverneur von New Jersey
- Howard Dean (* 1948), Parteivorsitzender der US-Demokraten und ehemaliger Gouverneur von Vermont
- Barack Obama (* 1961), 44. Präsident der Vereinigten Staaten von Amerika (wegen rassistischer Äußerungen des Pfarrers aus seiner Heimatgemeinde ausgetreten)[10]
- Michelle Obama (* 1964 als Michelle Robinson, 1992 vermählt mit Barack Obama in der Trinity United Church of Christ in Chicago)

### Sonstige
- Bill Gates (* 1955),[9] Unternehmer
- Marilynne Robinson (* 1943), Schriftstellerin, Trägerin des Pulitzer-Preises
- Oprah Winfrey (* 1954),[9] TV-Moderatorin

## Council for Higher Education
Die UCC unterhält ein Council for Higher Education, das eine Scharnierfunktion zwischen 46 Hochschulen und der UCC erfüllt. Die Mitgliedschaft im Council nimmt eine von zwei Formen an: Volle Mitglieder sind bekenntnisgebundene Hochschulen, die sich zur Förderung der Ziele der UCC und des christlichen Glaubens verpflichtet haben; historische Mitglieder erkennen durch ihre Mitgliedschaft ihre historische Verbindung zur UCC oder einer ihrer Vorgängerkirchen an, sind aber meist bekenntnisungebunden.  Zu den historischen Mitgliedern gehören auch prominente Liberal Arts Colleges wie Beloit College, Carleton College, Franklin and Marshall College und Grinnell College, aber auch Universitäten mit einer Tradition, die Afroamerikanern gegenüber besonders verpflichtet ist, wie Fisk University.